# Mareda
Mareda je naselje u Republici Hrvatskoj, u sastavu Grada Novigrada, Istarska županija. Nalazi se između Novigrada i Umaga.

## Stanovništvo
Prema popisu stanovništva iz 2001. godine, naselje je imalo 389 stanovnika te 125 obiteljskih kućanstava.

Prema popisu stanovništva 2011. godine naselje je imalo 239 stanovnika.
| broj stanovnika |       |       |       |       |       |       |       |       |       |       |       |       |       |       | 389   | 239   | 138   |
|                 | 1857. | 1869. | 1880. | 1890. | 1900. | 1910. | 1921. | 1931. | 1948. | 1953. | 1961. | 1971. | 1981. | 1991. | 2001. | 2011. | 2021. |